# Can Besa de Santa Susanna
Can Besa de Santa Susanna és una masia de Sant Pere de Vilamajor (Vallès Oriental) protegida com a Bé Cultural d'Interès Local.

## Descripció
Edificació principal de tres cossos, amb un annex a la part posterior de la construcció anterior a la principal, amb parets de paredat de pedra, sostres de bigues i llates de fusta de roure i paviment de fusta. Els exteriors són arrebossats i els brancals de pedra calcària. La tipologia volumètrica de la masia és la més comuna, amb coberta a dues aigües, i pendents perpendiculars a la façana principal que està encarada a sud. S'accedeix a la masia per un portal adovellat de mig punt situat al centre de la façana. Les finestres de la façana principal tenen brancals de pedra i llindes treballades.